# Mlýnec (Přimda)
Mlýnec (německy Milles) je malá vesnice, část města Přimda v okrese Tachov v Plzeňském kraji. Nachází se asi čtyři kilometry severovýchodně od Přimdy. Prochází zde silnice II/198. Mlýnec leží v katastrálním území Mlýnec pod Přimdou o rozloze 4,58 km².

## Historie
První písemná zmínka o vesnici pochází z roku 1379.
Na konci července 2005 se poblíž vesnice konal hudební festival CzechTek. Akce byla rozehnána policií.

## Obyvatelstvo
| Rok            | 1869 | 1880 | 1890 | 1900 | 1910 | 1921 | 1930 | 1950 | 1961 | 1970 | 1980 | 1991 | 2001 | 2011 | 2021 |
| -------------- | ---- | ---- | ---- | ---- | ---- | ---- | ---- | ---- | ---- | ---- | ---- | ---- | ---- | ---- | ---- |
| Počet obyvatel | 200  | 193  | 206  | 204  | 191  | 193  | 192  | 91   | 71   | 49   | 25   | 20   | 14   | 21   | 32   |
| Počet domů     | 35   | 35   | 36   | 36   | 37   | 38   | 39   | 32   | 32   | 15   | 10   | 11   | 10   | 11   | 12   |

## Obecní správa
Při sčítání lidu v letech 1850–1960 Mlýnec byl samostatnou obcí v okrese Tachov. V letech 1961–1979 byl částí obce Újezd pod Přimdou v okrese Tachov. Od 1. ledna 1980 je částí města Přimda v okrese Tachov.